# Kilmoulis
Un Killmoulis és una criatura mítica pertanyent a el folklore anglo-escocès, considerat com una versió grotesca dels brownie que es diu ronden en els molins.
Era com un brownie prim  amb un cap extra gran  i un nas encara més gran  i orelles. No tenien boca  ni mentó. Poques vegades arribaven als 30 centímetres d’alçada. Eren molt ràpids  i hàbils a amagar-se.

## Personalitat
Generalment eren éssers inofensius, neutrals en la seva alineació moral i ètica, però inclinats més cap al bé caòtic. Com a molts, els encantaven els acudits. Els Killmoulis eren extraordinàriament tímids. Els agradava estar al voltant de «gent gran» i passaven temps observant secretament els seus comportaments, però els killmoulis estaven aterrits de ser vistos per ells, fugint amb un terror abjecte si eren detectats i fins i tot podien caure morts si els capturaven.
No obstant això, era possible fer-se amic d'un Killmoulis deixant regals com menjar o roba calenta.
Killmoulis tendeix a compartir els interessos dels comerciants i agricultors.

## Societat
Vivien en espais reduïts a les parets o sota els pisos, només sortien quan els propietaris de l'establiment havien marxat. Van ser una barreja de beneficis i perjudicis per als propietaris, ja que van fer una feina útil per ajudar, però també van consumir grans quantitats de menjar. També podrien ser útils per al control de plagues i per alertar els propietaris de signes d’incendis o d'altres riscos per a la propietat. Killmoulis es traslladaria a nous llocs si es trobessin incapaços de matar tots els gats, gossos o rates d’un lloc.
Killmoulis es comunicava telepàticament, ja que no tenien capacitat vocal. Això podria donar lloc a una gran quantitat d'informació, ja que els Killmoulis van compartir tantes xafarderies entre ells. Killmoulis adorava el déu de les fades Caoimhin, un déu reconegut pels elfs de Faerûn .